# Zu den Vierzehn Nothelfern (Söllitz)

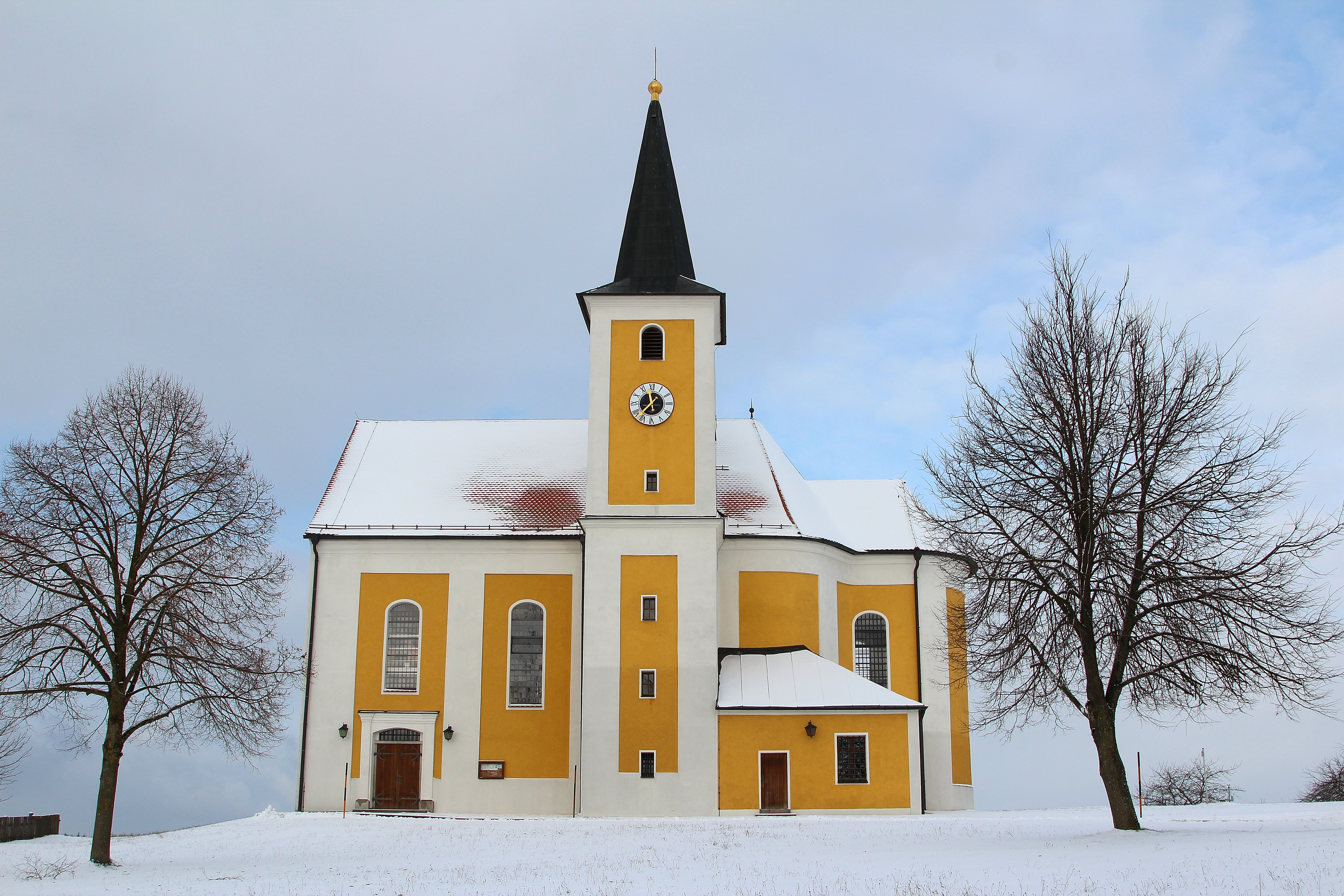
Zu den Vierzehn Nothelfern (Söllitz)

Die römisch-katholische, denkmalgeschützte Wallfahrtskirche Zu den Vierzehn Nothelfern steht in Söllitz, einem Gemeindeteil der Gemeinde Trausnitz im Landkreis Schwandorf in der Oberpfalz. Sie gehört zum Bistum Regensburg. Das Bauwerk ist unter der Denkmalnummer D-3-76-173-7 als Baudenkmal in die Bayerische Denkmalliste eingetragen.

## Beschreibung
Die Saalkirche wurde 1723 anstelle einer Vorgängerkirche erbaut. Sie besteht aus einem Langhaus, einem eingezogenen, segmentförmig schließenden Chor im Osten und einem mittelalterlichen Kirchturm an der Südwand des Langhauses, der im 19. Jahrhundert um ein Geschoss, das die Turmuhr und den Glockenstuhl beherbergt, aufgestockt und mit einem Knickhelm bedeckt wurde.
Der Innenraum des Langhauses ist mit einem Stichkappengewölbe überspannt. Die Kirchenausstattung stammt einheitlich aus der Erbauungszeit um 1725/30. An den Wänden des Langhauses befinden sich Statuen aus dem ersten Viertel des 18. Jahrhunderts, und zwar die der heiligen Barbara, der heiligen Theresia, der heiligen Katharina und der heiligen Margareta.